# Kammerberuf
Ein Kammerberuf ist ein freier Beruf, für den standes- und berufsrechtliche Zugangsregelungen gelten.
Berufsanwärter müssen das zur Berufsausübung erforderliche umfassende Fachwissen und ihre persönliche Eignung meist in Prüfungen unter Beweis stellen. Bereits die Zulassung zu einer solchen Prüfung ist an Anforderungen geknüpft.
Für Angehörige der Kammerberufe gelten neben den standes- und berufsrechtlichen Besonderheiten meist auch besondere Regelungen im Bereich der Sozialversicherung, der Ertragsteuer und der Umsatzsteuer.

## Hintergrund
Der berufsrechtlich geregelte Zugang soll sicherstellen, dass Berufsanwärter persönlich und fachlich ausreichend qualifiziert sind und ihren Beruf gewissenhaft nach bestimmten Qualitätsstandards ausüben können. Die Zugangsregelungen gewährleisten damit etwa die medizinische Versorgung, die Rechtspflege oder die steuerrechtliche Beratung auf dem hohen Niveau, wie es der Gesetzgeber für geboten hält.
Einigen Kammerberufen wird eine ordnungspolitische Bedeutung zugeschrieben. Insofern ergänzen sie die staatlichen Behörden in ihren Aufgaben. Dazu zählen insbesondere Rechtsanwälte, Notare, Steuerberater, Wirtschaftsprüfer oder öffentlich bestellte Sachverständige.

## Klassische Kammerberufe
- Gesundheit: Arzt, Zahnarzt, Tierarzt, Apotheker, psychologische Psychotherapeuten[1]
- Steuer- und Wirtschaftsberatung: Steuerberater, Wirtschaftsprüfer
- Rechtspflege: Notar, Rechtsanwalt, Patentanwalt
- Technische Dienstleistungen: Architekt, beratender Ingenieur

## Pflichtmitgliedschaft
Mit der Zulassung zu einem Kammerberuf ist die Pflichtmitgliedschaft in einer Berufskammer verbunden. Dabei handelt es sich um eine Körperschaft, die meist öffentlich-rechtlich und hier wiederum meist landesrechtlich organisiert ist und Aufgaben der berufsständischen Selbstverwaltung (z. B. Zulassung zum Beruf, Prüfung, Ausbildung) wahrnimmt.
Die Kammern fungieren außerdem als Interessenvertretung ihrer Mitglieder.